# Mont-Tramelan
Mont-Tramelan (toponimo francese) è un comune svizzero di 118 abitanti del Canton Berna, nella regione del Giura Bernese (circondario del Giura Bernese).

## Società

### Evoluzione demografica
L'evoluzione demografica è riportata nella seguente tabella:
Abitanti censiti

### Lingue e dialetti
Pur appartenendo a una regione francofona, la maggioranza della popolazione (70,7% nel 2000) è di lingua tedesca, e il tedesco è la lingua amministrativa dal 1942.

## Amministrazione
Ogni famiglia originaria del luogo fa parte del cosiddetto comune patriziale e ha la responsabilità della manutenzione di ogni bene ricadente all'interno dei confini del comune.